# Cethosia viridipicta
Cethosia viridipicta är en fjärilsart som beskrevs av Hans Fruhstorfer 1912. Cethosia viridipicta ingår i släktet Cethosia och familjen praktfjärilar. Inga underarter finns listade i Catalogue of Life.